# Fóstbrœðra saga
La Fóstbrœðra saga (in italiano: Saga dei fratelli di sangue) è una saga degli Islandesi scritta in Islanda intorno al XIII-XIV secolo. Questa saga narra le vicende dei fratelli di sangue Thorgeir Havarsson (Þorgeir Hávarsson) e Thormod Bersason (Þormóð Bersason), ambientate in Islanda e fuori nell'XI secolo.
Þorgeir è un guerriero capace e coraggioso fino alla pazzia, che uccide persone per inezie e per svago. Þormóðr è un personaggio più complesso: egli è un guerriero, un attaccabrighe e contemporaneamente un poeta; la saga contiene alcuni componimenti a lui attribuiti, inclusi passi di un lai sul suo fratello di sangue.
La saga si è conservata in differenti versioni e una lunga controversia è accesa su quale manoscritto rappresenti la versione più simile all'originale. In particolare il dibattito si focalizza su alcune frasi della saga che non corrispondono allo stile convenzionale di questo genere letterario.
Si narra che un tumulo di pietre (cairn) chiamato Þorgeirsdys, identifichi il luogo di morte e sepoltura di Þorgeir. Questo si trova nella penisola di Hraunhafnartangi, poco più a sud del moderno faro.